# عز الدين الصندوق
عز الدين الصندوق وهو عالم آثار متخصص بالخانات العراقية، وفنان تشكيلي عراقي (من الجيل العراقي الثالث من (عائلة صندوق) المعروفة في دمشق)، ولد في بغداد عام 1918 وتوفي فيها عام 2002. يعتبر والده السيد جعفر الصندوق من أقدم الخطاطين والمصورين في بغداد في بداية القرن العشرين. أما جده السيد عباس الصندوق فكان تاجر التبغ المعروف في بغداد نهاية القرن التاسع عشر وبداية القرن العشرين ، وكثيرا ما يذكره مؤرخي بغداد.
من بواكير أعماله صورة شخصية رسمها للملك غازي الأول ملك العراق (1912-1939) وقدمها له عندما كان طالبا. أكمل تعليمه في مدارس بغداد وتعيّن أول مرّة في مديرية الري العامة عام 1938. عام 1941 انتقل للعمل في مديرية الآثار القديمة وساهم بأعمال المسح والترسيم والحفر والتنقيب في مواقع أثرية عديدة في العراق. مَثل مديرية الآثار مع بعثة الآثار البريطانية الموفدة من قبل المدرسة الأركيولوجية البريطانية  عام 1950 في تل النمرود وبعثة جامعة بنسيلفانيا الأمريكية في تل نفر. وذَكرهُ البروفسور ماكس ملوان  في مذكراته.
وفي عام 1955 انتقل للعمل في شركة نفط العراق في كركوك. وفي عام 1970 انتقل إلى مكتب شركة نفط العراق في بغداد. بعد تأميم النفط عام 1972 انتقل للعمل ثانيةً في مديرية الأثار العامة. ساهم في دائرة الأثار سواء في فترة ما قبل التقاعد أو ما بعدها بجملة من الأعمال الأثارية والهندسية منها أعمال الحفر والتنقيب في مدينة واسط الأثرية وعقرقوف والعقيد وحسونة وتل أبو شهرين وكشف اعداد كبيرة من المواقع الأثرية في العراق منها حجر حفنة الأبيض وعين التمر كما ساهم في أعمال مشروع تطوير مدينتي سامراء والمتوكلية الأثريتين.

## من منجزاته
ومن ابرز أعماله أجراء الكشف على الخانات الواقعة على طريق محافظة النجف وخان اللوالوة في محافظة ديالى وخان المشاهدة في بغداد والكثير من الخانات على طرق المزارات ألدينية وأصبح متخصصا في هندسة الخانات العراقية. كما أجرى بعض المسوحات للجوامع الأثرية في قلعة كركوك والحويجة. وإجراء المسوحات الأثرية ورسم الفخاريات والقناني الزجاجية المكتشفة في مقابر أم خشم ومسح الثكنة العثمانية في كركوك ووضع خرائط ومرتسمات لها وإجراء المسوحات الهندسية لمشروع أثار سد حديثة وأعمال كثيرة جداً غير ما ذكر أنفاً، أنجز عام 1948 الأطلس الجغرافي والتاريخي للعراق واحتوى على 28 خارطة منها 5 خرائط تاريخية والباقي جغرافية. وفي العام ذاته أنجز الدليل الجغرافي للعراق.
مارس الفن التشكيلي وزامل عدداً كبيراً من كبار فناني العراق الرواد منهم جواد سليم وحافظ الدروبي وفرج عبو وخالد الرحال وفائق حسن وطارق مظلوم وعطا صبري وكان بعض هؤلاء الفنانين يعمل معه في دائرة الأثار. في عام 1950 أنجز المرشد الجغرافي لأوربا وفكرة استخدام كل من الدليل الجغرافي للعراق والمرشد الجغرافي لأوربا فريدةً فهي تتضمن قرصاً كرتونياً يدور على لوح كارتوني ومن خلال التحكم في الدوران يتم الحصول على المعلومة المطلوبة.
في عام 1955 اكتشف صخرة حفنة الأبيض حيث عثر على مشارف وادي الأبيض وشفاثا وفي المساحة التي تتوّزعها (بحيرة الرزازة وبحر الملح وحصن الأخيضر وكهوف الطار وعين التمر ومنارة موجدة وخان العطشان)على حجر كبير اشتمل على مجموعة من التدوينات التي صار لأحدها شهرة كبيرة في مجال بنية الخطوط العربية الشمالية المبكرة، وتحديدا في عصر صدر الإسلام والخلافة الراشدة، وكتابة الحجر مرقومة بالخط الكوفي ومؤرخة في عام 64 هـ وهي برأي البعض خالية من الإعجام والنقط، بيد أن فريقا آخر وجد أن هناك ثلاثة حروف معجمة في هذا النقش بالفعل وهي: الباء والياء والثاء في السطرين الثاني والثالث. ويقع على مسافة يسيرة من قصر الأخيضر.
خلال فترة وجوده في كركوك انضم إلى (جماعة فناني كركوك)  التي تضم خيرة فناني المدينة، وشارك في كافة أنشطتها ومعارضها بدءاً من عام 1955 وحتى عام 1960. وأقام الكثير من المعارض في بغداد كما نشر العديد من المقالات في مجلة سومر ومجلة التراث والحضارة  وله عدد من الكتب المخطوطة في مجال الآثار والتي توفي قبل أن يتمكن من طبعها. تتميز أعماله بالدقة والإبداع الفني والابتكار. يحوي ارشيف المتحف البريطاني الكثير من أعماله وتقارير التنقيب أليوميه لفترة الخمسينات من القرن العشرين.

## وصلات خارجية
- http://www.tirej.net/index.5098.D-ferhad-birbal.htm
- واحة المتنبئ نسخة محفوظة 10 يونيو 2015 على موقع واي باك مشين.
- موقع المدى
- تأريخ الفن التشكيلي الكوردي في كركوكـ نسخة محفوظة 20 سبتمبر 2009 على موقع واي باك مشين.
- جريدة الصباح